# Shame (canção de Robbie Williams)
"Shame" é uma canção escrita por Gary Barlow e Robbie Williams, gravada pelo cantor Robbie Williams, com a participação de Gary Barlow, membro dos Take That.
É o primeiro single do álbum dos melhores êxitos lançado a 8 de Outubro de 2010, In and Out of Consciousness: Greatest Hits 1990–2010.

## Faixas
1. "Shame" (Gary Barlow, Robbie Williams, produzido por Trevor Horn) — 4:00
2. "The Queen" (Danny Spencer, Kelvin Andrews, Robbie Williams, produzido por Danny Spencer e Kelvin Andrews) — 3:25

## Paradas
| Parada (2010)    | Posições |
| ---------------- | -------- |
| Hungria - MAHASZ | 1        |